# Omorgus satorui
Omorgus satorui is een keversoort uit de familie beenderknagers (Trogidae). De wetenschappelijke naam van de soort is voor het eerst geldig gepubliceerd in 2006 door Kawai.